# Łubniany
Łubniany is een dorp in het Poolse woiwodschap Opole, in het district Opolski (Opole). De plaats maakt deel uit van de gemeente Łubniany.